# Radio Mali
Albums de Ali Farka Touré
Talking Timbuktu
(1994) Niafunké
(1999)
Radio Mali est le 8e album d'Ali Farka Touré, guitariste malien, sorti en 1996 sur le label World Circuit. Cet album est une sélection des meilleurs moments de ses enregistrements à la radio nationale malienne pendant les années 1970.

## Liste des titres de l'album
| No  | Titre             | Durée |
| --- | ----------------- | ----- |
| 1.  | Njarka            |       |
| 2.  | Yer Mali Gakoyoyo |       |
| 3.  | Soko              |       |
| 4.  | Bandalabourou     |       |
| 5.  | Machengoidi       |       |
| 6.  | Samarya           |       |
| 7.  | Hani              |       |
| 8.  | Gambari           |       |
| 9.  | Gambari (njarka)  |       |
| 10. | Biennal           |       |
| 11. | Arsany            |       |
| 12. | Amadinin          |       |
| 13. | Seygalare         |       |
| 14. | Trei Kongo        |       |
| 15. | Radio Mali        |       |
| 16. | Njarka            |       |